# Andrej Martin
Andrej Martin (* 20. září 1989 Bratislava) je slovenský profesionální tenista. Ve své dosavadní kariéře na okruhu ATP Tour nevyhrál žádný turnaj. Na challengerech ATP a okruhu ITF získal dvacet dva titulů ve dvouhře a dvacet tři ve čtyřhře.
Na žebříčku ATP byl ve dvouhře nejvýše klasifikován v únoru 2020 na 93. místě a ve čtyřhře pak v červenci 2016 na 69. místě. Na juniorském kombinovaném žebříčku ITF nejvýše figuroval během ledna 2007 na 8. příčce.
V juniorském tenise postoupil s krajanem Martinem Kližanem do finále chlapecké čtyřhry ve Wimbledonu 2006, v němž podlehli americké dvojici Kellen Damico a Nathaniel Schnugg.
Ve slovenském daviscupovém týmu debutoval v roce 2013 základním blokem 1. skupiny zóny Evropy a Afriky proti Ukrajině, v němž prohrál s Alexandrem Dolgopolovem i Illjou Marčenkem. Ukrajinci zvítězili 3:2 na zápasy. Do září 2022 v soutěži nastoupil k dvanácti mezistátním utkáním s bilancí 5–6 ve dvouhře a 3–5 ve čtyřhře.
Slovensko reprezentoval na Letních olympijských hrách 2016 v Riu de Janeiru, kde do mužské dvouhry obdržel pozvání od ITF ve formě divoké karty. Na úvod vyřadil Američana Denise Kudlu. Do třetího kola pak prošel bez boje po odstoupení zraněného Philippa Kohlschreibera. V něm uhrál jen čtyři gemy na Japonce Keie Nišikoriho.

## Tenisová kariéra
V rámci hlavních soutěží okruhu ATP Tour debutoval na říjnovém Bank Austria-TennisTrophy 2010 ve Vídni. Po zvládnuté tříkovové kvalifikaci jej v prvním kole dvouhry přehrál osmý nasazený Argentinec Juan Ignacio Chela ve dvou setech.
Debut v hlavní soutěži nejvyšší grandslamové kategorie zaznamenal v mužském singlu US Open 2013, přestože nezvládl závěrečný kvalifikační duel. Do singlové soutěže však prošel jako šťastný poražený a v jejím úvodu podlehl kazašskému 172. hráči žebříčku Michailu Kukuškinovi po třísetovém průběhu. Podruhé se ve dvouhře majoru objevil na antukovém French Open 2016, kde opět hrál v roli šťastného poraženého kvalifikanta. V první fázi dvouhry zdolal Španěla Daniela Muñoze de la Navu a poté přehrál dvacátého devátého nasazeného Francouze Lucase Pouilleho. Ve třetím kole mu stopku vystavila kanadská turnajová osmička Milos Raonic.
Do premiérového finále na okruhu ATP Tour postoupil během červencového Croatia Open Umag 2016. Na jeho raketě postupně zůstali Sergij Stachovskyj, slovenská jednička Martin Kližan, druhý nasazený Portugalec João Sousa a v semifinále argentinský antukář Carlos Berlocq. Kližanovi přitom odvrátil pět mečbolů. Ve finále však nenašel recept na italskou turnajovou čtyřku Fabia Fogniniho. Jeho předchozím maximem v rámci turnajů ATP bylo druhé kolo. V následném vydání žebříčku ATP z 25. července 2016 poprvé v kariéře pronikl do elitní světové stovky, když mu patřila 98. příčka.
Na cestě do svého druhého semifinále na túře ATP, únorovém Ecuador Open Quito 2018, porazil poprvé v kariéře člena elitní světové desítky. Ve druhém kole přehrál španělského desátého hráče žebříčku Pabla Carreñu Bustu ve dvou sadách. Ovšem v semifinále podlehl španělskému kvalifikantu Robertu Carballésovi Baenovi.

## Dopingová kauza
Ve vzorku A poskytnutém 7. června 2022 na bratislavském challengeru mu byla zjištěna přítomnost selektivního modulátoru SARM 22, zapsaného na seznam nedovolených látek Světové antidopingové agentury. International Tennis Integrity Agency jej suspendovala. Tenista vědomé užití odmítl, když uvedl, že se mezi 3. a 6. červnem 2022 zúčastnil florbalového turnaje. Omylem se na něm napil z láhve spoluhráče, jenž připustil, že ta mohla obsahovat kapky ostarinu (klinické verze SARM S-22). Nezávislý tribunál tuto možnost považoval za věrohodnou a rozhodl, že tenista nepožil zakázanou substanci vědomě. Na okruzích mu vyměřil 14měsíční zákaz činnosti, s datem uplynutí 5. června 2024. Možné výsledky od zjištění pozitivity v červnu 2022 do uložení trestu v dubnu 2023 byly anulovány.

## Finále na okruhu ATP Tour
| Legenda                   |
| D – dvouhra; Č – čtyřhra  |
| Grand Slam (0)            |
| Turnaj mistrů (0)         |
| ATP Tour Masters 1000 (0) |
| ATP Tour 500 (0)          |
| ATP Tour 250 (0–1 D)      |

### Dvouhra: 1 (0–1)
| Stav      | č. | datum             | turnaj           | povrch | soupeř ve finále | výsledek |
| --------- | -- | ----------------- | ---------------- | ------ | ---------------- | -------- |
| Finalista | 1. | 24. července 2016 | Umag, Chorvatsko | antuka | Fabio Fognini    | 4–6, 1–6 |

## Finále na challengerech ATP a okruhu Futures
| Legenda                           |
| --------------------------------- |
| Challengery (12–8 D; 14 titulů Č) |
| Futures (10–4 D; 8 titulů Č)      |

### Dvouhra: 34 (22–12)
| Stav      | č.  | datum         | turnaj                    | povrch     | soupeř ve finále         | výsledek           |
| --------- | --- | ------------- | ------------------------- | ---------- | ------------------------ | ------------------ |
| Finalista | 1.  | června 2008   | Karlovy Vary, Česko       | antuka     | Michal Tabara            | 4–6, 2–6           |
| Finalista | 2.  | srpna 2008    | Piešťany, Slovensko       | antuka     | Dušan Lojda              | 1–6, 3–6           |
| Vítěz     | 1.  | května 2009   | Domžale, Slovinsko        | antuka     | Dušan Lojda              | 6–3, 5–7, 7–6(7–5) |
| Finalista | 3.  | července 2009 | Vandans, Rakousko         | antuka     | Johannes Ager            | 2–6, 0–6           |
| Vítěz     | 2.  | července 2009 | Kramsach, Rakousko        | antuka     | Janez Semrajc            | 4–6, 6–3, 6–4      |
| Vítěz     | 3.  | ledna 2010    | Ejlat, Izrael             | tvrdý      | Todd Paul                | 6–2, 6–2           |
| Vítěz     | 4.  | února 2010    | Ejlat, Izrael             | tvrdý      | Čang Ce                  | 6–1, 6–1           |
| Vítěz     | 5.  | března 2010   | Bath, Velká Británie      | tvrdý (h)  | Igor Sijsling            | 2–6, 6–2, 7–6(7–4) |
| Vítěz     | 1.  | srpen 2010    | Samarkand, Uzbekistán     | antuka     | Marek Semjan             | 6–4, 7–5           |
| Vítěz     | 6.  | března 2012   | Faro, Portugalsko         | tvrdý      | Daniel Smethurst         | 6–2, 6–2           |
| Finalista | 4.  | března 2012   | Umag, Chorvatsko          | antuka     | Marco Cecchinato         | 3–6, 4–6           |
| Vítěz     | 7.  | května 2012   | Jablonec nad Nisou, Česko | antuka     | Jaroslav Pospíšil        | 6–4, 6–2           |
| Vítěz     | 8.  | srpna 2012    | Piešťany, Slovensko       | antuka     | Miloslav Mečíř           | 1–6, 7–6(7–5), 6–1 |
| Vítěz     | 9.  | října 2012    | Solin, Chorvatsko         | antuka     | Jaroslav Pospíšil        | 6–2, 6–2           |
| Vítěz     | 10. | října 2012    | Dubrovník, Chorvatsko     | antuka     | Dušan Lojda              | 7–5, 3–6, 6–1      |
| Finalista | 1.  | leden 2013    | Nouméa, Nová Kaledonie    | tvrdý      | Adrian Mannarino         | 4–6, 3–6           |
| Vítěz     | 2.  | duben 2013    | Mexico City, Mexiko       | tvrdý      | Adrian Mannarino         | 4–6, 6–4, 6–1      |
| Finalista | 2.  | červen 2013   | Milán, Itálie             | antuka     | Filippo Volandri         | 3–6, 2–6           |
| Vítěz     | 3.  | červenec 2013 | San Benedetto, Itálie     | antuka     | João Sousa               | 6–4, 6–3           |
| Vítěz     | 4.  | srpen 2014    | Liberec, Česko            | antuka     | Horacio Zeballos         | 1–6, 6–1, 6–4      |
| Vítěz     | 5.  | červenec 2015 | Padova, Itálie            | antuka     | Albert Montañés          | 0–6, 6–4, 7–6(8–6) |
| Vítěz     | 6.  | srpen 2015    | Biella, Itálie            | antuka     | Nicolás Kicker           | 6–4, 6–2           |
| Finalista | 3.  | srpen 2015    | Liberec, Česko            | antuka     | Tobias Kamke             | 6–7(6–8), 4–6      |
| Finalista | 4.  | listopad 2015 | Lima, Peru                | antuka     | Gastão Elias             | 2–6, 6–7(4–7)      |
| Vítěz     | 7.  | duben 2017    | San Luis Potosí, Mexiko   | antuka     | Adrián Menéndez Maceiras | 7–5, 6–4           |
| Vítěz     | 8.  | červenec 2017 | Praha, Česko              | antuka     | Yannick Maden            | 7–6(7–3), 6–3      |
| Vítěz     | 9.  | srpen 2018    | Liberec, Česko            | antuka     | Pedro Sousa              | 6–1, 6–2           |
| Vítěz     | 10. | duben 2019    | Nan-čchang, Čína          | antuka (h) | Jordan Thompson          | 6–4, 1–6, 6–3      |
| Vítěz     | 11. | květen 2019   | Šymkent, Kazachstán       | antuka     | Dmitrij Popko            | 5–7, 6–4, 6–4      |
| Vítěz     | 12. | červen 2019   | Šymkent, Kazachstán       | antuka     | Stefano Travaglia        | 6–4, 6–4           |
| Finalista | 5.  | srpen 2019    | L'Aquila, Itálie          | antuka     | Andrea Collarini         | 3–6, 1–6           |
| Finalista | 6.  | září 2019     | Como, Itálie              | antuka     | Facundo Mena             | 6–2, 4–6, 1–6      |
| Finalista | 7.  | listopad 2020 | Guayaquil, Ekvádor        | antuka     | Francisco Cerúndolo      | 4-6, 6-3, 2-6      |
| Finalista | 8.  | květen 2022   | Heilbronn, Německo        | antuka     | Daniel Altmaier          | 6-3, 1-6, 4-6      |

### Čtyřhra (23 titulů)
| Č.  | datum          | turnaj                          | povrch      | spoluhráč                | soupeři ve finále                                   | výsledek               |
| --- | -------------- | ------------------------------- | ----------- | ------------------------ | --------------------------------------------------- | ---------------------- |
| 1.  | ledna 2009     | Bergheim, Rakousko              | koberec (h) | Aljaž Bedene             | Gerald Melzer Nicolas Reissig                       | 6–3, 6–2               |
| 2.  | října 2009     | Káhira, Egypt                   | antuka      | Jaroslav Pospíšil        | Alexander Flock Gero Kretschmer                     | 3–6, 6–2, [10–6]       |
| 3.  | listopadu 2009 | Opava, Česko                    | koberec (h) | Roman Jebavý             | Jaroslav Pospíšil Pavel Šnobel                      | 7–6(7–2), 6–4          |
| 4.  | ledna 2010     | Ejlat, Izrael                   | tvrdý       | Miloslav Mečíř           | Wu Ti Čang Ce                                       | 6–2, 6–3               |
| 5.  | března 2010    | Tipton, Velká Británie          | tvrdý (h)   | Kamil Čapkovič           | Olivier Charroin Ludovic Walter                     | 6–0, 6–2               |
| 6.  | března 2010    | Bath, Velká Británie            | tvrdý (h)   | Kamil Čapkovič           | Tim Bradshaw John Millman                           | 7–6(7–1), 6–3          |
| 7.  | března 2012    | Faro, Portugalsko               | tvrdý       | Adrian Sikora            | Hugo Dellien Federico Zeballos                      | 6–1, 6–2               |
| 8.  | března 2012    | Umag, Chorvatsko                | antuka      | Roman Jebavý             | Marin Draganja Dino Marcan                          | 6–3, 7–5               |
| 1.  | únor 2013      | Bergamo, Itálie                 | tvrdý (h)   | Karol Beck               | Claudio trávai Amir Weintraub                       | 6–3, 3–6, [10–8]       |
| 2.  | únor 2014      | Morelos, Mexiko                 | tvrdý       | Gerald Melzer            | Alejandro Moreno Figueroa Miguel Ángel Reyes-Varela | 6–2, 6–4               |
| 3.  | červen 2014    | Vicenza, Itálie                 | antuka      | Igor Zelenay             | Mateusz Kowalczyk Błażej Koniusz                    | 6–1, 7–5               |
| 4.  | květen 2015    | Ostrava, Česko                  | antuka      | Hans Podlipnik Castillo  | Roman Jebavý Jan Šátral                             | 4–6, 7–5, [10–1]       |
| 5.  | červenec 2015  | Biella, Itálie                  | antuka      | Hans Podlipnik Castillo  | Alexandru-Daniel Carpen Dino Marcan                 | 7–5, 1–6, [10–8]       |
| 6.  | srpen 2015     | Liberec, Česko                  | antuka      | Hans Podlipnik Castillo  | Wesley Koolhof Matwé Middelkoop                     | 7–5, 6–7(3–7), [10–5]  |
| 7.  | srpen 2015     | Cordenons, Itálie               | antuka      | Igor Zelenay             | Dino Marcan Antonio Šančić                          | 6–4, 5–7, [10–8]       |
| 8.  | říjen 2015     | Lima, Peru                      | antuka      | Hans Podlipnik Castillo  | Rogério Dutra da Silva João Souza                   | 6–3, 6–4               |
| 9.  | listopad 2015  | Montevideo, Uruguay             | antuka      | Hans Podlipnik Castillo  | Marcelo Demoliner Gastão Elias                      | 6–4, 3–6, [10–6]       |
| 10. | duben 2016     | Turín, Itálie                   | antuka      | Hans Podlipnik Castillo  | Rameez Junaid Mateusz Kowalczyk                     | 4–6, 7–6(7–3), [12–10] |
| 11. | září 2016      | Como, Itálie                    | antuka      | Roman Jebavý             | Nils Langer Gerald Melzer                           | 3–6, 6–1, [10–5]       |
| 12. | říjen 2016     | Casablanca, Maroko              | antuka      | Roman Jebavý             | Dino Marcan Antonio Šančić                          | 6–4, 6–2               |
| 13. | září 2018      | Banja Luka, Bosna a Hercegovina | antuka      | Hans Podlipnik Castillo  | Laurynas Grigelis Alessandro Motti                  | 7–5, 4–6, [10–7]       |
| 14. | červen 2019    | Almaty, Kazachstán              | antuka      | Hans Podlipnik Castillo  | Gonçalo Oliveira Andrej Vasilevskij                 | 7–6(7–4), 3–6, [10–8]  |
| 15. | říjen 2021     | Lošinj, Chorvatsko              | antuka      | Tristan-Samuel Weissborn | Victor Vlad Cornea Ergi Kırkın                      | 6–1, 7–6(7–5)          |

## Finále na juniorce Grand Slamu

### Čtyřhra juniorů: 1 (0–1)
| Stav      | rok  | turnaj    | povrch | spoluhráč     | soupeři ve finále               | výsledek      |
| --------- | ---- | --------- | ------ | ------------- | ------------------------------- | ------------- |
| Finalista | 2006 | Wimbledon | tráva  | Martin Kližan | Kellen Damico Nathaniel Schnugg | 6–7(3–7), 2–6 |